# Teorema de Routh

El teorema de Routh permite calcular el área del triángulo ΔGHI (en rojo), formado por las tres cevianas AD, BE y CF.

En geometría, el teorema de Routh determina la relación de áreas entre un triángulo dado y un triángulo formado por la intersección de tres cevianas (una por cada vértice).

## Nomenclatura
Sea un triángulo cualquiera ΔABC (el exterior, amarillo en el gráfico), en cuyos lados AB, BC y CA se han marcado los puntos F, D y E, siendo estos tres últimos pies cualesquiera de las cevianas AD, BE y CF.
Los puntos I, G y H conforman al triángulo interior ΔIGH (color rojo el en el gráfico). Donde I, G y H son los puntos de intersección de las cevianas (AD con CF), (AD con BE) y (BE con CF). 
{\displaystyle I=AD\cap CF,\quad G=AD\cap BE,\quad H=BE\cap CF}
Denominando a las razones de los respectivos segmentos de cada lado como r, s y t:
{\displaystyle {\overline {AF}}/{\overline {BF}}=r}
{\displaystyle {\overline {BD}}/{\overline {CD}}=s}
{\displaystyle {\overline {CE}}/{\overline {AE}}=t}
Llamando a las áreas de los triángulos  ΔABC y  ΔIGH respectivamente como AABC y AIGH.

## Enunciado del teorema
Con la nomenclatura antes mencionada, el teorema de Routh afirma que el área del triángulo  ΔIGH es:
| {\displaystyle A_{IGH}={\frac {(r\cdot s\cdot t-1)^{2}}{(s\cdot t+s+1)(r\cdot t+t+1)(r\cdot s+r+1)}}\;A_{ABC}.} |

El teorema de Ceva puede ser considerado como un caso especial del teorema de Routh. En el caso especial de que las tres cevianas AD, BE y CF se intersequen en un solo punto, entonces el área del triángulo  ΔIGH es 0. Se puede concluir que ( r s t = 1 ), lo cual es justamente el enunciado del teorema de Ceva.